# 512 př. n. l.

## Události
- Sun-c’, autor knihy Umění války začal sloužit králi státu Wu Helü jako jeho generál a vojenský stratég.
- Útoky států Wu a Čchu na stát Xu, který následně po konci útocích zanikl.

## Úmrtí
- Čching z Jin, vládce státu Jin.

## Hlavy států
- Perská říše – Dareios I (522–486 př. n. l.)
- Kartágo – Hamilkar I. (520–486 př. n. l.)